# بی‌خیال (فیلم ۱۹۹۹)
بی‌خیال (به هندی: Mast) یا طلسم‌شده (به انگلیسی: Enchanted) فیلمی محصول سال ۱۹۹۹ و به کارگردانی رام گوپال وارما است. در این فیلم بازیگرانی همچون اورمیلا ماتوندکار، آفتاب شیودسانی، آنتارا مالی، دالیپ تاهیل، نیراج وورا و راجپال یاداو ایفای نقش کرده‌اند.